# Ratata
I Ratata erano una band pop svedese composta da Mauro Scocco, Heinz Liljedahl, Anders Skog e Johan Kling. 

## Storia del gruppo
La band si formò nel 1980 ed esordì con il primo singolo, "För varje dag" (Per tutti i giorni), nel 1981. Il singolo comprende la classica "Ögon av is". Dal 1983 la band divenne un duo di Mauro Scocco e Johan Ekelund, che ebbero successo con canzoni quali: "I dina ögon", "Jackie", "Så länge vi har varann" (in collaborazione con Anni-Frid Lyngstad), "Himlen" e "Glad att det är över". 
Nel 1987 pubblicarono la raccolta "Guld"; nel 1988, Scocco pubblicò il suo primo album da solista.
La band si sciolse nel 1989; a seguito di questo, Mauro Scocco intraprese la carriera del solista, Heinz divenne cantautore e produttore musicale, Anders divenne regista e Johan produttore televisivo.

### Apparizioni recenti
Nel 2002, Mauro e Johan Ekelund hanno pubblicato il singolo "Honung" (Miele) e una raccolta di brani, la "Ratata kollektion".

### Album
- Ratata (1982)
- Jackie (1982)
- Äventyr (1983)
- Paradis (1984)
- Sent i September (1985)
- Mellan Dröm och Verklighet (1987)
- Guld (1987)
- Människor under molnen (1989)
- Svenska Popfavoriter (1998)
- Ratata kollektion (2002)

## Formazione
- Mauro Scocco (1980–1989, nel 2002 ritorna con Johan Ekelund)
- Johan Ekelund (1983-1989, nel 2002 ritorna con Mauro Scocco)
- Richard H. Kirk (1980–1983)
- Heinz Liljedahl (1980–1983)
- Anders Skog (1980–1983)
- Johan Kling (1980–1983)